# Eddie Boyd
Eddie Boyd, nato Edward Riley Boyd (Stovall, 25 novembre 1914 – Helsinki, 13 luglio 1994), è stato un pianista, chitarrista e compositore statunitense.

## Biografia
Boyd nacque nel delta del Mississippi in una piantagione non lontana da Clarksdale, evento che taluni fanno risalire al 13 dello stesso mese. Dal padre, predicatore, musicista e poeta, acquisì i rudimenti della chitarra e imparò anche un repertorio di ballate classiche dei neri d’America stanziati nel sud est degli Stati Uniti. Cugino di Muddy Waters, ancora adolescente perfezionò da autodidatta la tecnica chitarristica e cominciò a esibirsi nei juke joints di fronte a un pubblico di lavoratori di colore che nelle bettole trovavano un luogo di aggregazione al riparo dalle violenze del razzismo. Fu proprio il tafferuglio con un bianco che lo convinse della profonda ingiustizia e delle conseguenze del segregazionismo, e su questa spinta Boyd provvide a lasciare la zona del Delta per trasferirsi a nord. Non ancora diciottenne si stabilì a Memphis, città in cui i nuovi stimoli musicali lo indussero a imparare a suonare il pianoforte rifacendosi agli stilemi di Roosevelt Sykes e di Leroy Carr. Formò un suo gruppo, i Dixie Rhythm Boys, con il quale suonava nei caffè della storica Beale Street e in altri juke joints e bar di Memphis.
Chicago, patria del blues, accolse Eddie Boyd che vi si era trasferito nel 1940 per registrare le proprie esecuzioni. Nella metropoli dell’Illinois il musicista divenne un frequentatore degli studi di incisione collaborando con leggendari bluesmen come Big Bill Broonzy, Memphis Slim, Jazz Gillum e Tampa Red; fu anche partner musicale dell’armonicista "Sonny Boy" Williamson ed ebbe inoltre occasione di suonare assieme a Muddy Waters e a Johnny Shines. Esordì da solista nel 1947 per la RCA Victor, con la quale rimase per due anni. In quel periodo compose Five Long Years, pubblicata nel 1952 e destinata a raggiungere le vette delle classifiche di rhythm and blues e a essere reinterpretata da una schiera di artisti leggendari, fra i quali spiccano B.B. King, Ike & Tina Turner, Buddy Guy, Eric Clapton, Junior Parker, Big Maceo, Long John Baldry, John Lee Hooker, oltre a diversi nomi che Boyd aveva precedentemente incrociato. L’anno successivo incise per la Chess Records altri due successi, 24 Hours e Third Degree, prima che i rapporti con la casa discografica si deteriorassero. I contrasti raggiunsero il culmine nel 1957, dopo che il musicista era rimasto in un letto di ospedale per tre mesi a seguito di un incidente stradale; resosi conto del degrado con l’etichetta, lasciò la Chess e passò da una casa discografica all’altra, fino al tramonto della sua popolarità.
Volse allora il suo sguardo all’Europa, dove a metà degli anni sessanta aveva debuttato in due festival blues, e vi si trasferì risiedendo fra Parigi, il Belgio e Londra. Oltre a scoprire nel Vecchio Continente la natura tollerante e culturalmente lontana da quelle discriminazioni razziali che lo avevano perseguitato in patria, notò con favore la nascente fioritura del blues revival a cui partecipò come protagonista registrando assieme ai Fleetwood Mac di Peter Green e poi con una formazione che vedeva John Mayall, Green, John McVie e Aynsley Dunbar. Dopo essere stato in tournée in Belgio, Olanda, Svizzera e Danimarca, si sposò nel 1970 con una ragazza finlandese e decise di spostarsi a Helsinki dove prese domicilio. I suoi frequenti tour in Finlandia furono interrotti da una seria operazione chirurgica a causa del malfunzionamento di una valvola cardiaca, ma questo non gli impedì di partecipare, acclamato da una folla entusiasta, al Chicago Blues Festival che si tenne nel 1986, e di incidere nel 1993 un nastro di musica gospel. Morì l’anno successivo nella capitale finlandese, all’età di ottant’anni.

## Discografia
Album
- 1966 - Five Long Years
- 1967 - Praise the Blues - Cuby + Blizzards & Eddie Boyd
- 1967 - Eddie Boyd and His Blues Band Featuring Peter Green
- 1968 - 7936 South Rhodes
- 1970 - Praise to Helsinki
- 1974 - The Legacy of the Blues, vol. 10
- 1975 - Brotherhood
- 1978 - My Lady
- 1980 - Soulful
- 1980 - A Sad Day
- 1984 - Lover's Playground

Album live
- 1976 - Eddie Boyd Live